# Ichneumon rogenhoferops
Ichneumon rogenhoferops är en stekelart som beskrevs av Heinrich 1980. Ichneumon rogenhoferops ingår i släktet Ichneumon och familjen brokparasitsteklar. Inga underarter finns listade i Catalogue of Life.